# François Bracci
François Bracci (* 31. Oktober 1951 in Beinheim; † 28. Dezember 2023 in Alès) war ein französischer Fußballspieler und -trainer. 

## Karriere

### Verein
Bracci begann seine professionelle Karriere 1971 bei Olympique Marseille. In seinem ersten Profijahr bestritt er drei Spiele in der Division 1, in denen er ein Tor erzielte, und gewann auf Anhieb das Double aus Meisterschaft und Pokal, wobei er im Pokalfinale gegen den SC Bastia nicht eingesetzt wurde. 1976 wiederholte er den Pokalsieg mit Marseille und stand während der gesamten Spielzeit auf dem Platz.
1979 wechselte Bracci zum amtierenden Meister Racing Straßburg, den er bereits nach einer Saison wieder verließ. Von 1980 bis 1983 spielte er für Girondins Bordeaux. Von dort kehrte er nach Marseille zurück, wo er bis 1985 spielte. Anschließend verbrachte er eine Spielzeit beim Erstligaabsteiger FC Rouen. Nach der Saison 1986/87 beendete Bracci bei der AS Béziers seine Spielerkarriere.

### Nationalmannschaft
Bracci debütierte am 21. November 1973 im Freundschaftsspiel gegen Dänemark in der französischen Nationalmannschaft.
Nach der erfolgreichen Qualifikation für die Weltmeisterschaft 1978 in Argentinien wurde Bracci von Nationaltrainer Michel Hidalgo in das französische Aufgebot berufen. Er kam im bedeutungslosen Vorrundenspiel gegen Ungarn zum Einsatz, nachdem die Franzosen nach zwei Niederlagen in den ersten beiden Gruppenspielen keine Chance mehr auf ein Weiterkommen hatten.
Sein letztes von insgesamt 18 Länderspielen, in denen er ohne Torerfolg blieb, bestritt Bracci am 14. Mai 1982 im Freundschaftsspiel gegen Bulgarien. Für die kurz danach stattfindende Weltmeisterschaft in Spanien wurde Bracci nicht berücksichtigt.

### Trainerkarriere
Nachdem Bracci bereits während seiner aktiven Zeit beim FC Rouen als Spielertrainer fungierte, begann er 1987 seine Trainerlaufbahn bei der Reservemannschaft von Girondins Bordeaux. In den 1990er und den frühen 2000er Jahren trainierte er eine Reihe unterklassiger französischer Klubs. 2003 übernahm er mit dem algerischen Klub CS Constantine erstmals einen Verein aus dem Maghreb. Ab 2006 trainierte er bis zu seinem Karriereende 2017 ausschließlich Klubs aus Algerien, Marokko und Tunesien. Mit dem MC Alger gewann er 2006 den algerischen Pokal und den Supercup sowie 2010 die algerische Meisterschaft.

## Erfolge
- Französischer Fußballmeister: 1972
- Französischer Vizemeister: 1975
- Französischer Pokalsieger: 1976
- Algerischer Meister: 2010
- Algerischer Pokalsieger: 2006
- Algerischer Supercup-Gewinner: 2006